# Utopia (album, Björk)
Utopia je studiové album islandské hudebnice Björk. Vydáno bylo 24. listopadu roku 2017 společností One Little Indian Records. Ohledně názvu desky hudebnice uvedla, že je v době Donalda Trumpa a brexitu, stejně jako islandských a environmentálních problémů, nutné přijít s novým utopistickým modelem. Autorem obalu alba je Jesse Kanda. První singl z alba („The Gate“) vyšel 15. září 2017, druhý („Blissing Me“) o dva měsíce později.

## Seznam skladeb
1. Arisen My Senses – 4:59
2. Blissing Me – 5:05
3. The Gate – 6:33
4. Utopia – 4:42
5. Body Memory – 9:46
6. Features Creatures – 4:49
7. Courtship – 4:44
8. Losss – 6:51
9. Sue Me – 4:57
10. Tabula Rasa – 4:42
11. Claimstaker – 3:18
12. Paradisia – 1:44
13. Saint – 4:41
14. Future Forever – 4:47